# Tyrtée
Œuvres principales
élégies
Tyrtée (en grec ancien Τυρταῖος / Tyrtaĩos) est le poète officiel de Sparte au VIIe siècle av. J.-C. et l'auteur d'une forme poétique nouvelle que l'on appelle l'élégie ancienne ; il s'agit de chants guerriers à portée éducative, connus sous le nom d’Exhortations, et inégalement conservés. Selon Eusèbe de Césarée, il atteignit son apogée pendant l’olympiade 612–609 av. J.-C..

## Biographie
L'origine de Tyrtée est inconnue. La Souda en fait un Spartiate de naissance, ou un Ionien de Milet. Les orateurs attiques, Pausanias le Périégète ou Platon qui le cite dans ses Lois (629 a) et dans Phèdre (269 a), en font un Athénien devenu Spartiate ; Luc Brisson pense qu'il fut un général, mais cette affirmation qui repose sur un passage de Strabon, n'est qu'une tradition légendaire désormais réfutée. Comme ses poèmes sont en ionien mêlé d'emprunts archaïques à Homère et au dorien, il est probable qu'il ait vraiment été spartiate. Il est contemporain de la deuxième guerre de Messénie, la Souda plaçant son apogée de 640 à 636 av. J.-C.
Toutes les autres données concernant Tyrtée sont incertaines. Il serait mort à Sparte dans le respect, le prestige et la gloire. Selon une tradition anti-spartiate (rapportée par le scholiaste des Lois de Platon et par Pausanias le Périégète), c'était un obscur maître d'école, peu engageant, boiteux et quelque peu fou. L'exaltation de son esprit, voué entièrement au culte de la poésie lyrique, faisait douter même ses contemporains de sa santé mentale et de son intelligence. Mais l'appellation de « maître d'école » ou « instituteur » a induit les Anciens en erreur : Tyrtée fut une sorte de barde ou de chaman insufflant aux guerriers spartiates un enthousiasme héroïque, et pour la première fois, des textes font référence à ce type de personnage.
Toujours selon cette tradition, c'est au cours de la vingtième année de la seconde guerre de Messénie (Tyrtée avait alors environ 32 ans) qu'une délégation de Spartiates arriva à Athènes. Ils venaient de consulter l'oracle de Delphes, car Sparte était dans une situation difficile : ses troupes battues par les Messéniens étaient découragées et désespérées. La Pythie conseilla aux délégués de Sparte de demander aux Athéniens un homme qui pourrait les aider de ses conseils. Pour ces derniers c'était une bonne occasion d'abaisser l'orgueil de leurs rivaux, et par mépris et dérision, ils décidèrent de leur envoyer Tyrtée en tant que général. Celui-ci sut, par ses chants de marche et ses élégies martiales, relever le courage des soldats lacédémoniens. Électrisés par ses vers, ils s'armèrent pour le combat, et marchèrent au-devant de leurs ennemis messéniens : la bataille fut terrible, longue et sanglante, mais Sparte fut finalement victorieuse. En témoignage de reconnaissance, Sparte lui aurait accordé, lors d'une ovation triomphale, le droit de cité et le titre de citoyen de Sparte. Si les données précédentes ne sont guère vérifiables, cette dernière affirmation paraît suspecte, Xénophon ne le citant pas dans la liste des étrangers ayant reçu cet honneur.
Il est certain que Tyrtée joua un grand rôle dans la définition de la politique éducative des jeunes Spartiates. Tyrtée est le poète officiel de Sparte. L'orateur attique Lycurgue explique dans son Contre Léocrate (paragraphes 105-107) qu'avant de partir en campagne, les soldats se réunissent devant la tente royale pour écouter une récitation des élégies de Tyrtée :

« Il est de notoriété publique en Grèce que le général qu’ils prirent dans notre cité était Tyrtée, grâce auquel, avec une clairvoyance qui portait bien au-delà des adversités d’alors, ils défirent leurs ennemis et mirent au point leur système d’éducation. »

## Œuvre
Il nous reste de l'œuvre de Tyrtée des fragments d'onze élégies, au sens ancien du terme : ces poèmes étaient composés en distiques élégiaques faisant alterner un hexamètre dactylique et un pentamètre. Ces fragments sont inégaux : pour quelques élégies, nous n'avons qu'un seul et unique vers, pour d'autres, les fragments sont plus importants. La première élégie est la seule à nous être parvenue directement, préservée sur un papyrus, les autres nous ont été transmises par des auteurs postérieurs.
Comme Homère, Tyrtée chante la valeur guerrière, les plaisirs dus aux vainqueurs et le malheur des vaincus ; il chante la gloire immortelle qu'il y a à défendre sa patrie : pour le guerrier mort, « jamais sa noble gloire ne périt, ni son nom, mais bien qu’il demeure sous terre, il est immortel ». Il veut chasser la crainte de la mort et glorifie la belle mort du jeune homme tué en combattant. Mais cet honneur n'est plus réservé aux guerriers nobles, il peut désormais être recherché et atteint par tous. Ce sont les Spartiates dans leur ensemble qui doivent montrer leur vaillance, et non plus quelques héros. Être Spartiate, c'est déjà faire partie de l'élite. Tyrtée va plus loin : dans sa célèbre élégie IX, il déclare ne pas tenir compte, pour juger un homme, de ses mérites à la course ou à la lutte, ni de son apparence physique, ni de ses talents littéraires, ni même de son rang social, serait-ce la royauté. Non, selon Tyrtée, tout cela n'est rien, seule la vaillance au combat compte :
« Voici le vrai mérite (ἀρετή / arété), voici le meilleur et le plus beau prix à remporter
parmi les hommes pour un jeune guerrier
et c'est un bien commun pour la cité et pour tout le peuple
qu'un guerrier, les jambes écartées, se tienne au premier rang
continuellement, ait perdu tout souvenir de la fuite honteuse
en exposant sa vie et son cœur vaillant
et, immobile à côté de lui, encourage par des mots son voisin :
voilà l'homme qui se montre valeureux à la guerre. »
(Élégie 9, vers 13 à 20, trad. Edmond Lévy, Sparte, Histoire politique et sociale jusqu'à la conquête romaine, éd. du Seuil, 2003)
C'est bien une révolution par rapport à l'ἀρετή  (arété) traditionnelle, l'idéal agonistique d'Homère, évoqué dans les premiers vers puis rejeté. L'idéal du guerrier est désormais civique, collectif ; il s'agit de celui de la phalange où tous combattent côte à côte et non celle du combat individuel entre deux champions. De ce point de vue, Tyrtée n'est pas que le chantre de Sparte, mais de toutes les cités-États, qui se veulent, comme le dit Périclès dans son Oraison funèbre pour les morts du Péloponnèse, une « aristocratie généralisée ».
Il est aussi connu pour un aphorisme cité par Lycurgue l'Orateur, définissant la mentalité des habitants de Sparte :
« Noble est l'homme qui meurt aux premiers rangs, en combattant pour sa patrie ».

## Postérité
Le sentiment patriotique qui dicta ses élégies à Tyrtée a passé dans les Messéniennes de Casimir Delavigne, placées sous son invocation. Depuis les morts causées par les deux guerres mondiales, les critiques n'exaltent plus « la grandiloquente lignée des poètes qui non seulement célèbrent "ceux qui pieusement sont morts pour la patrie", mais encore nous assurent que "leur sort est le plus beau" », selon le jugement de Marguerite Yourcenar. Robert Brasillach abonde dans le même sens, reconnaissant que « les plus mauvais poètes français ont révéré en Tyrtée le poète qui envoie les jeunes au combat. Pendant la guerre de 1914, Jean Richepin prononçait des conférences intitulées : "Les sonneurs d'héroïsme, de Tyrtée à Déroulède". Ce sont de dangereux patronages. » Mais il tempère ce jugement : « Il faut convenir pourtant que les odes martiales de Tyrtée ont du mouvement et de l'ardeur, et une allégresse encourageante à chanter la mort des autres ».

#### Éditions et traduction des poèmes de Tyrtée
- Tyrtée (trad. E. Humbert), Poésies, Paris, Garnier Frères, 1882 (lire en ligne).
- Robert Brasillach, Anthologie de la Poésie grecque, Paris, Stock+Plus, 1981 (1ère éd. 1950), p. 97 à 100 (exemple de la traduction : Élégie no 10)
- Marguerite Yourcenar, La Couronne et la Lyre : Poèmes traduits du grec, Paris, Gallimard, 1979, 486 p., p. 49 à 51.
- Poètes élégiaques de la Grèce archaïque, Solon - Tyrtée - Théognis - Xénophane et les autres, Traduits et présentés par Yves Gerhard, Ed. de l'Aire, Vevey, 2022 (voir aussi  http://chaerephon.e-monsite.com/pages/litterature/poesie-elegiaque/poesie-elegiaque-tyrtee.html)

#### Commentaires historiques et littéraires
- (de) Eduard Schwartz, « Tyrtaios », Hermes, vol. XXXIV,‎ 1899
- (de) Werner Jaeger, Tyrtaios über die wahre Areté, 1932, éd. Walter De Gruyter Inc.
- Luc Brisson (trad. du grec ancien), Platon, Phèdre, Paris, Éditions Gallimard, 2008 (1re éd. 2006), 2204 p. (ISBN 978-2-08-121810-9)
- Edmond Lévy, Sparte : histoire politique et sociale jusqu’à la conquête romaine, Paris, Seuil, coll. « Points Histoire », 2003 (ISBN 2-02-032453-9) Lire en ligne;
- Henri-Irénée Marrou, Histoire de l'éducation dans l'Antiquité. Le monde grec, Paris, Seuil, coll. Points Histoire, 1re éd. 1948 ;
- Werner Jaeger, « L'éducation d'État à Sparte », dans Paideia, La formation de l'homme grec, Paris, Gallimard, 1988 (ISBN 2-07-071231-1), p. 109 à 132 : « L'appel de Tyrtée à l'arétè », Lire en ligne
- Suzanne Saïd, Monique Trédé et Alain Le Boulluec, Histoire de la littérature grecque, Paris, Presses universitaires de France, coll. « Premier Cycle », 1997 (ISBN 2130482333 et 978-2130482338).